# Hortus conclusus

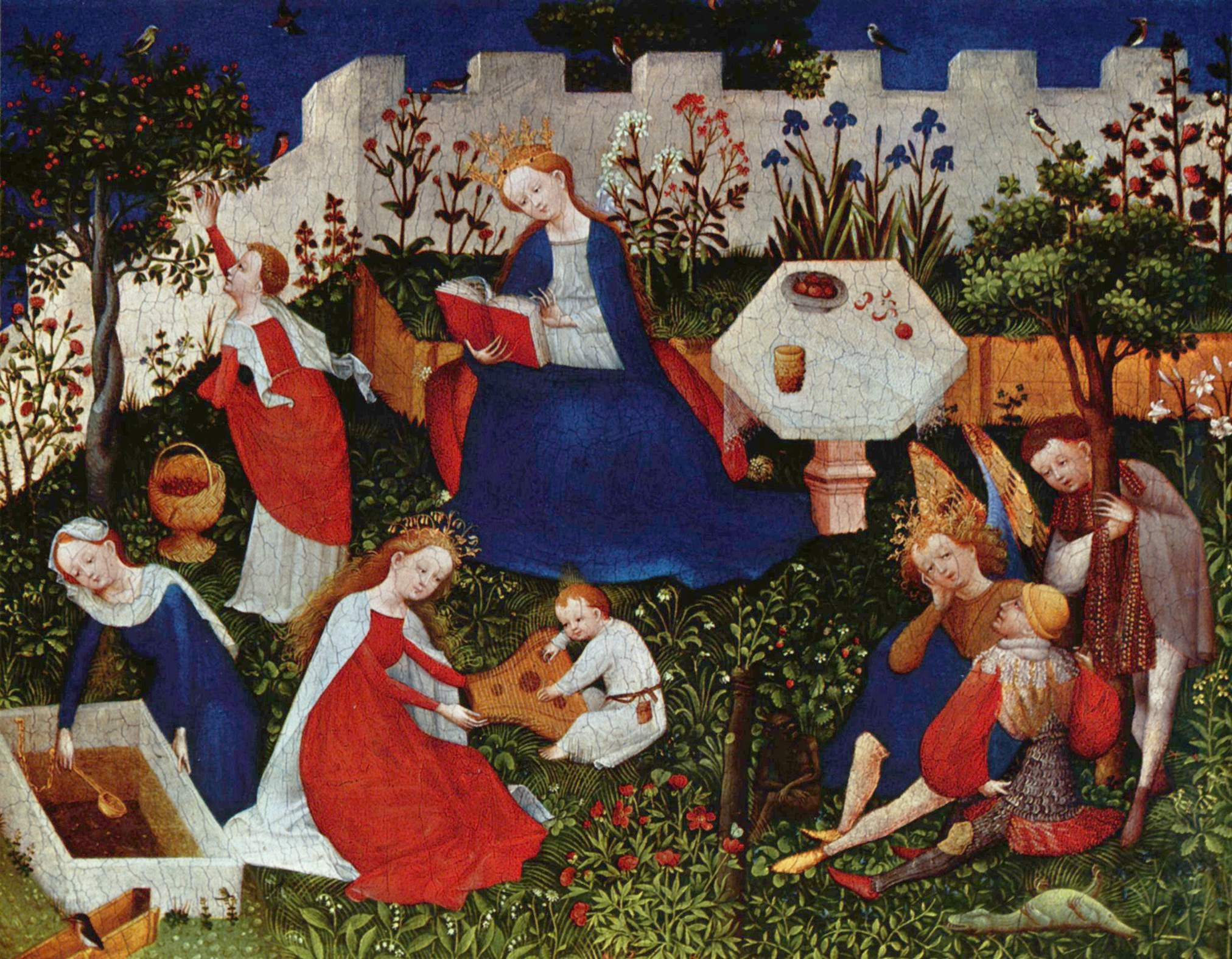
Райский сад. Неизвестный рейнский мастер. Ок. 1420. Дерево, темпера, масло. Штеделевский художественный институт, Франкфурт-на-Майне

Hortus conclusus (с лат. — «Запертый сад») — латинское выражение, восходящее к цитате из библейской Песни Песней: «Запертый сад — сестра моя, невеста, заключённый колодезь, запечатанный источник» (ПП 4:12). В средневековой и ренессансной литературе, а с 1400 года и в христианской иконографии «Сад заключённый» является символическим обозначением девственности Марии. В изобразительном искусстве иконографический тип Нortus conclusus представляет собой изображение Девы с Младенцем в прекрасном саду роз (итал. Madonna del Roseto — Мадонна Розария, или Мадонна в саду роз), огороженном высоким забором (итал. Madonna del Pergolato), подчас в окружении святых жён и ангелов. В этих, как правило, небольших картинах радости жизни соединяются с глубоким символическим содержанием.
«Запертый сад» часто становится местом действия сцены Благовещения, иногда там же помещают изображение единорога (другой символ непорочности Пресвятой девы). В католических литаниях (молениях) Деву Марию именуют «Волшебной», или «Мистической розой» (итал. Rosa Mistica). Марию изображают на фоне Райского сада, иногда сидящей на земле или на особой подушечке, в окружении ангелов, которые славят Её музыкой и пением. Младенец также лежит на земле в пелёнках перед Матерью, сложившей руки в молитвенной позе.
С символикой «Сада роз» связано происхождение чёток, восходящих к явлению в 1214 году Девы Марии святому Доминику. Чётки называют «венком из роз» (лат. rosarium и почитают в качестве символа девственности Марии (по преданию, Доминик сделал свои чётки из лепестков роз, перетёртых с гуммиарабиком). Чётки Св. Доминика изображали на алтарных картинах в виде венка из роз (нем. Rozenkranz). Под эгидой доминиканцев в Западной Европе возникали монашеские «Братства розариев». В конце XV в. в католическом искусстве складывается композиция «Дева Мария чёток» (нем. Rosenkranzmadonna). Мадонну изображают в мандорле, образованной венком роз, в котором каждый одиннадцатый цветок крупнее предыдущих, как в чётках Св. Доминика.
На юге Германии, в 1 км к северо-западу от Вюрцбурга, среди старинных виноградников находится церковь «Марии в винограднике» (нем. Maria im Weingarten), построенная в XV в. Внутри церкви сохранилась деревянная статуя «Мадонны Розария» (Rozenkranzmadonna) работы франконского скульптора Т. Рименшнейдера (1512—1524). Картина Стефано да Вероны «Мадонна Розария» имеется в Вероне, в музее Кастельвеккьо. Наиболее известной картиной, относящейся к иконографии «Hortus conclusus», является «Мадонна в саду роз» немецкого живописца кёльнской школы Штефана Лохнера.
8 декабря 1476 года папа Сикст IV подтвердил догмат о непорочном зачатии Девы Марии (официально догмат утвердили только в 1854 году). Это способствовало развитию мистического культа Девы Марии как «Мадонны в саду роз», или «Мадонны чёток». Одним из примеров подобной иконографии является композиция Благовещения Марии из раскрашенного дерева, созданная Ф. Штосом для церкви Святого Лаврентия в Нюрнберге (1517—1518). Огромные фигуры Девы Марии и Архангела Гавриила заключены в овальную раму из роз и подвешены высоко в хоре церкви, пронизанные лучами света (размер обрамления 3,7 × 3,2 м). По краям Розария спускаются концы чёток из увеличенных бусин. Композицию венчает изображение Бога Отца в короне. Змей, символ греховных сил, помещён внизу. В медальоны вокруг главных фигур включены эпизоды «Семи радостей Девы Марии».

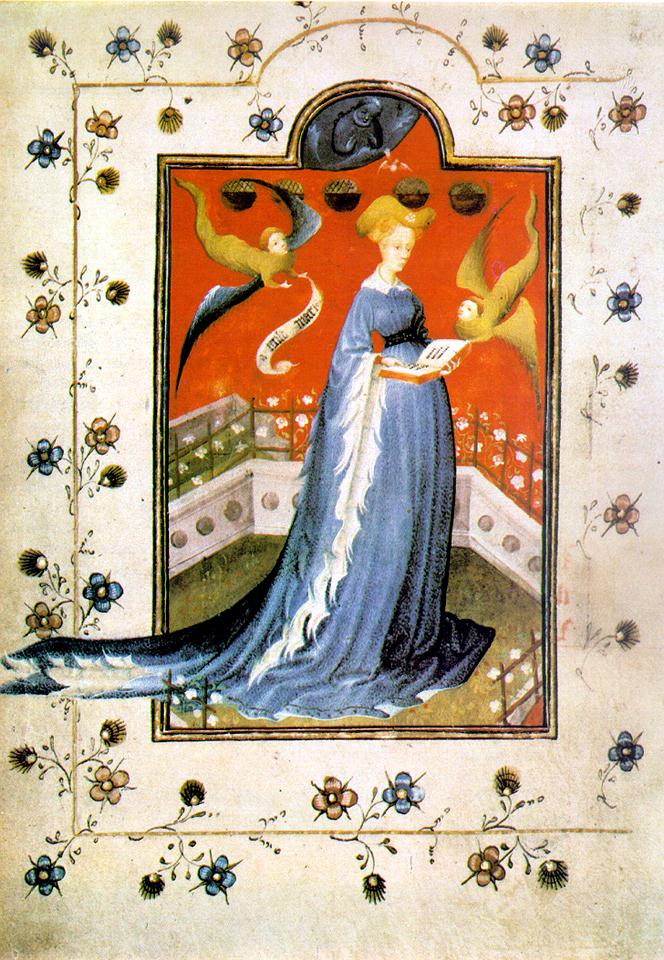
Миниатюра Молитвенника Марии Д’Аркур. Ок. 1415. Пергамент, гуашь. Берлинская государственная библиотека
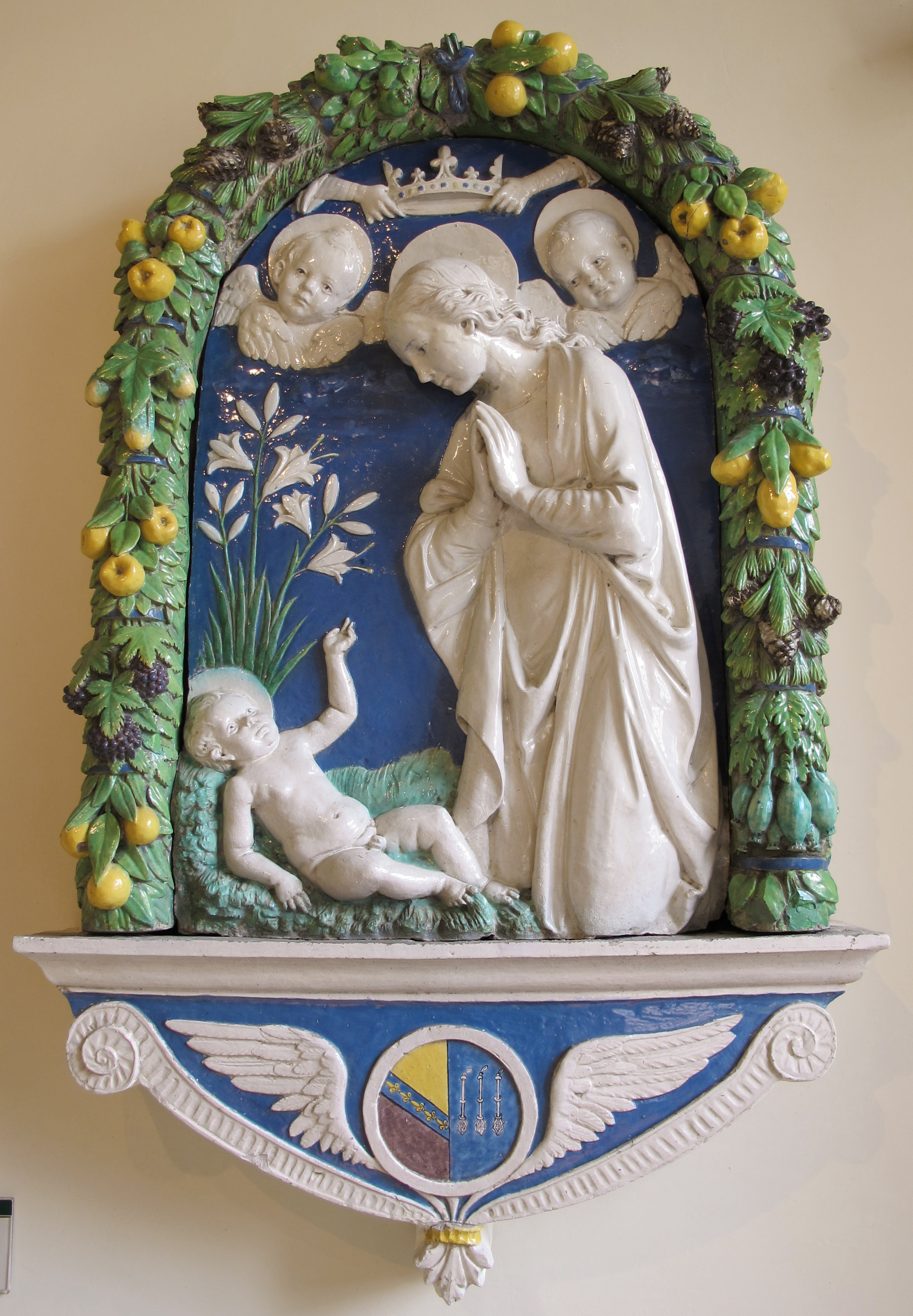
Мадонна кротости. Ок. 1495. Майолика. Мастерская Андреа делла Роббиа. Барджелло, Флоренция
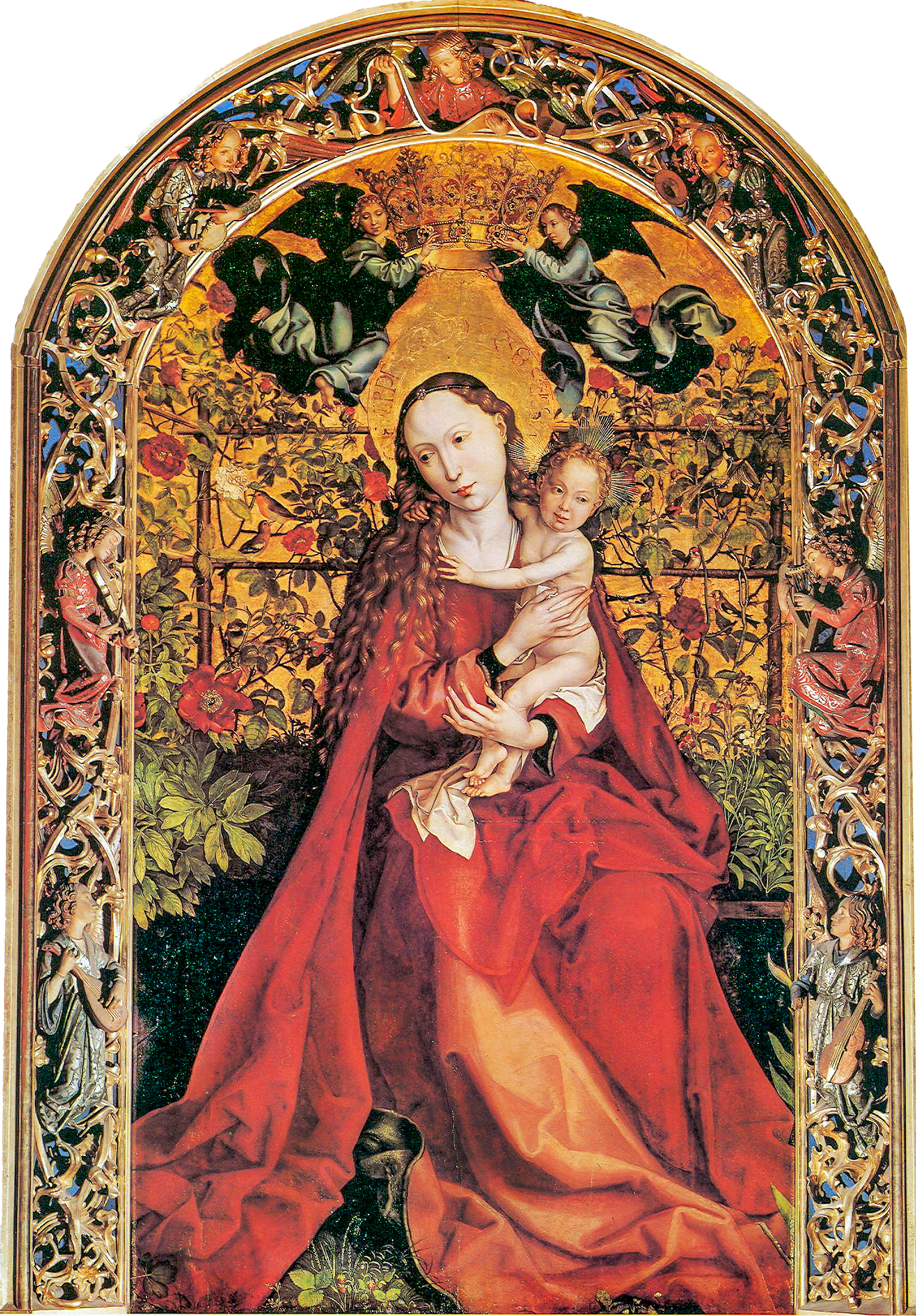
M. Шонгауэр. Мадонна в Саду роз. Ок. 1473. Дерево, масло. Церковь Сент-Мартин, Кольмар
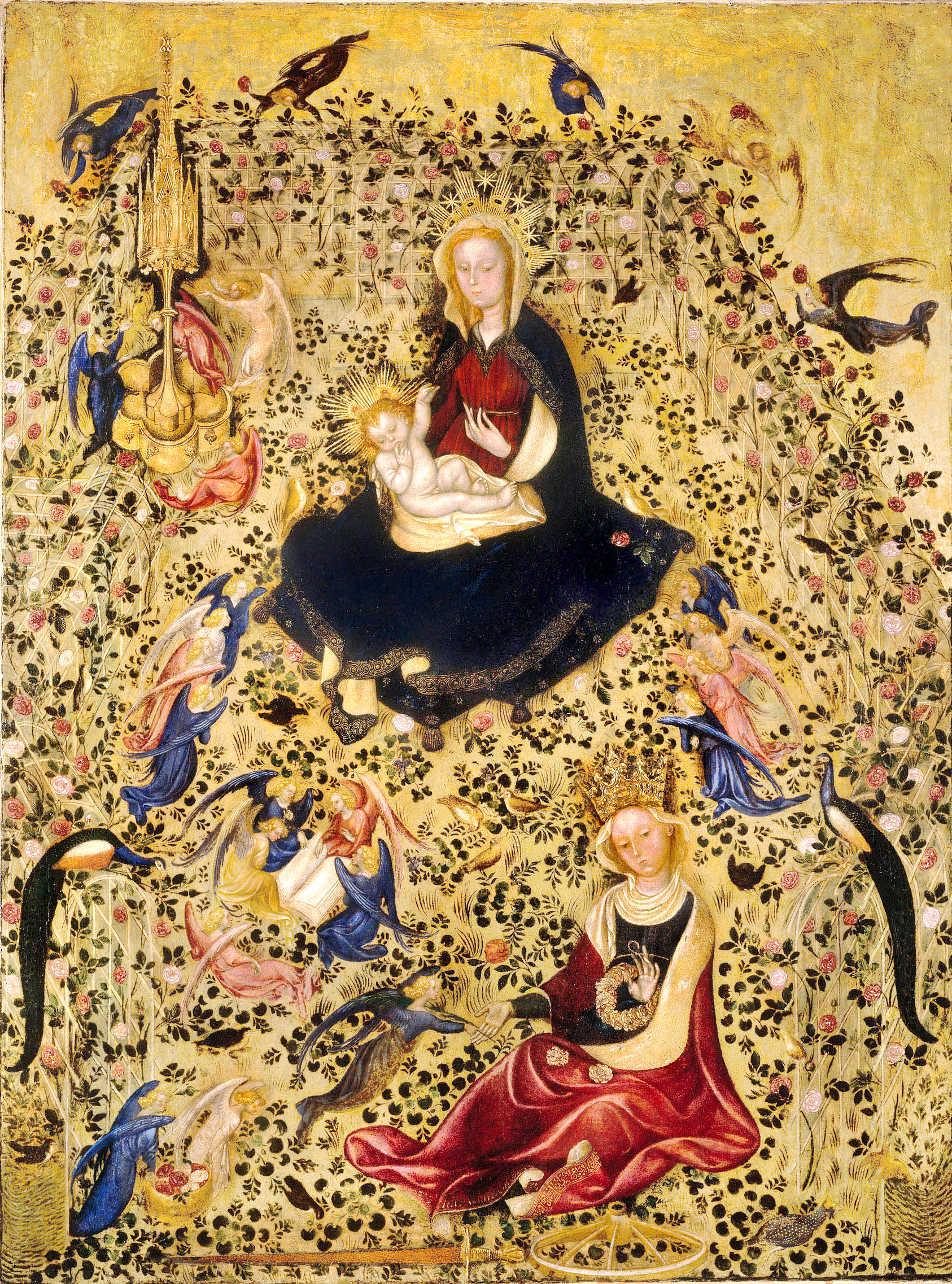
Стефано да Верона. Mадонна в Саду роз. Ок. 1435. Дерево, темпера. Музей Кастельвеккьо, Верона
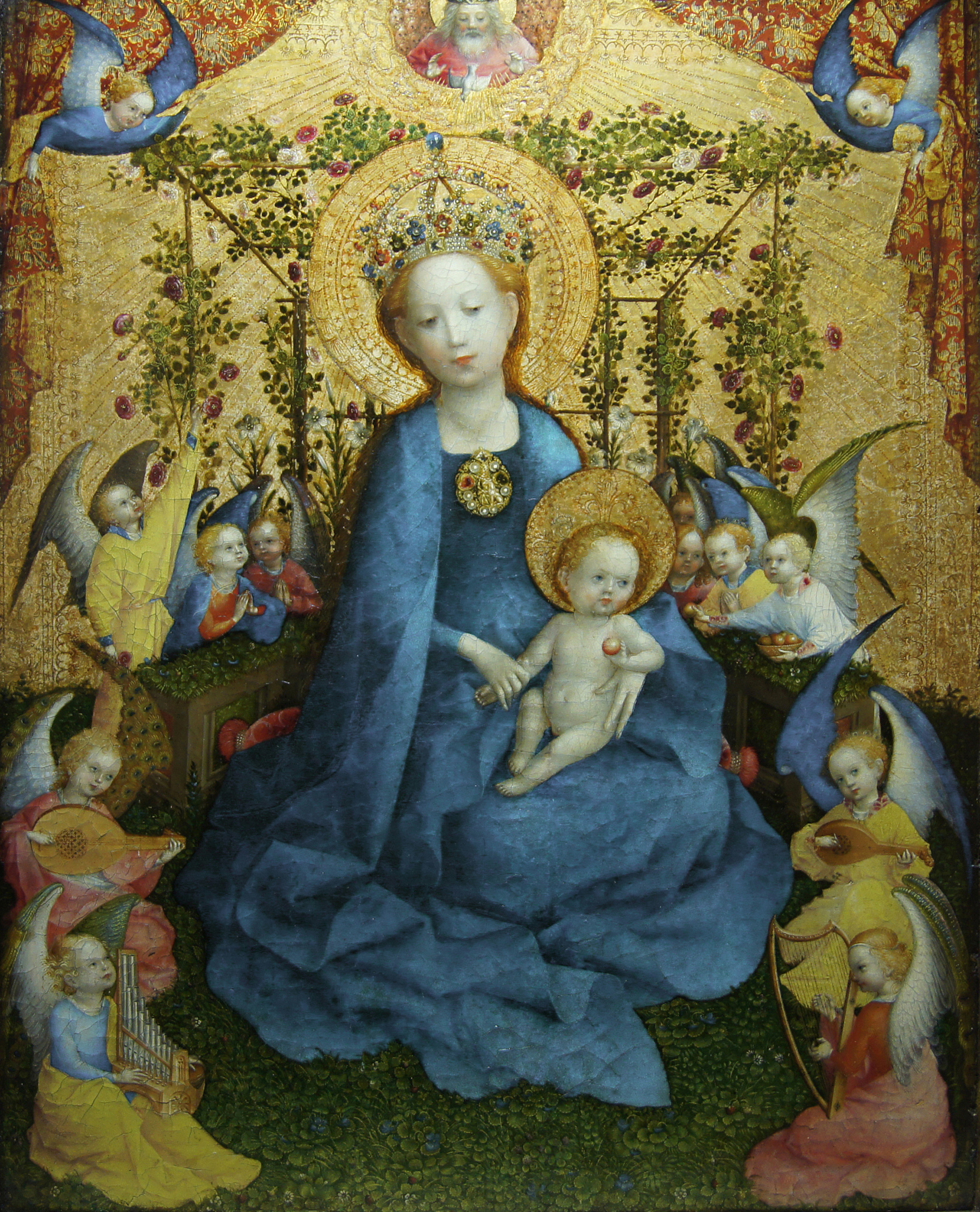
Ш. Лохнер. Мадонна в беседке из роз. Ок. 1448. Дерево, темпера, масло. Музей Вальрафа-Рихарца, Кёльн
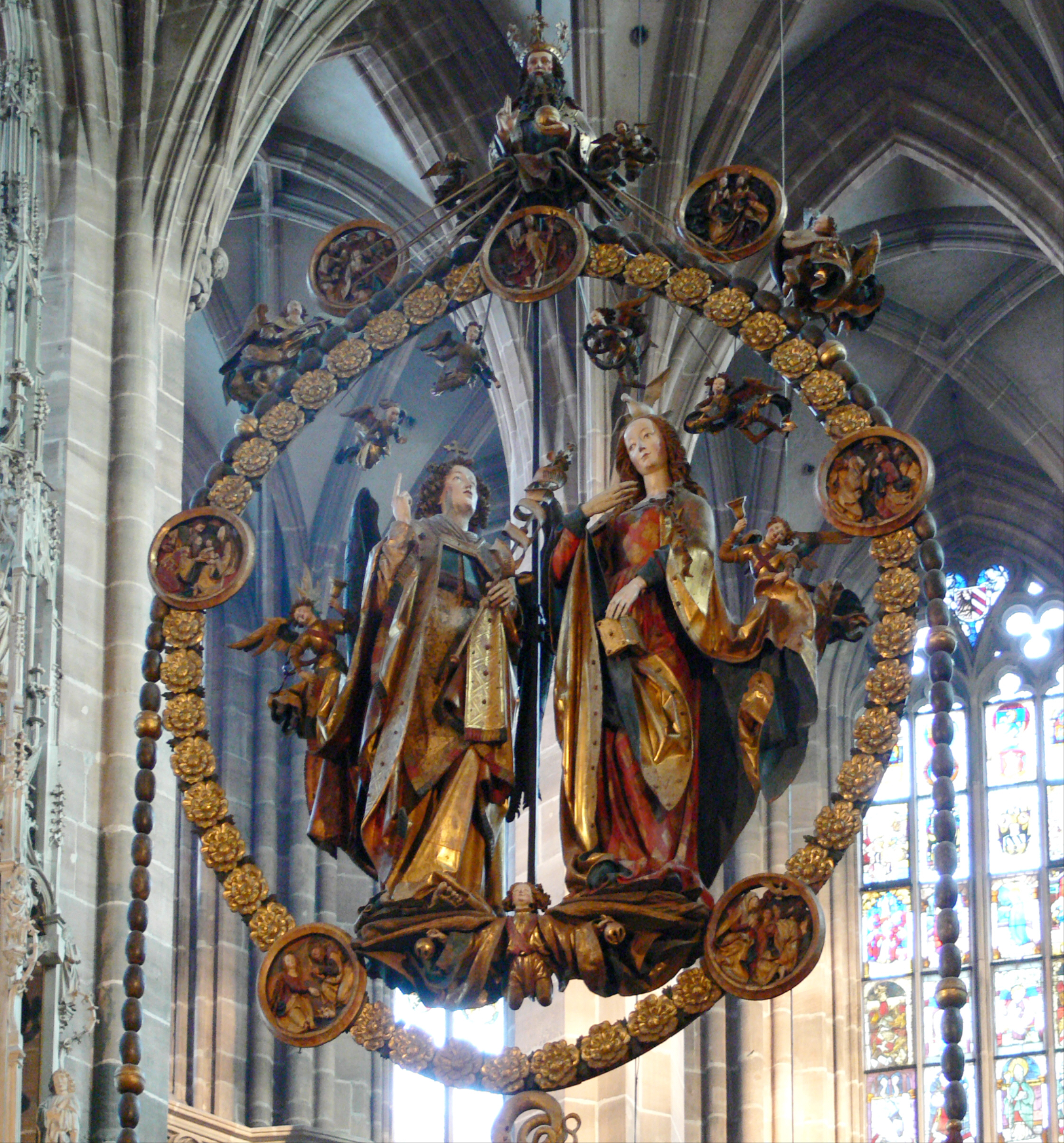
Ф. Штос. Благовещение  (Ангельское приветствие). 1517—1518. Дерево, роспись. Церковь Св. Лаврентия, Нюрнберг
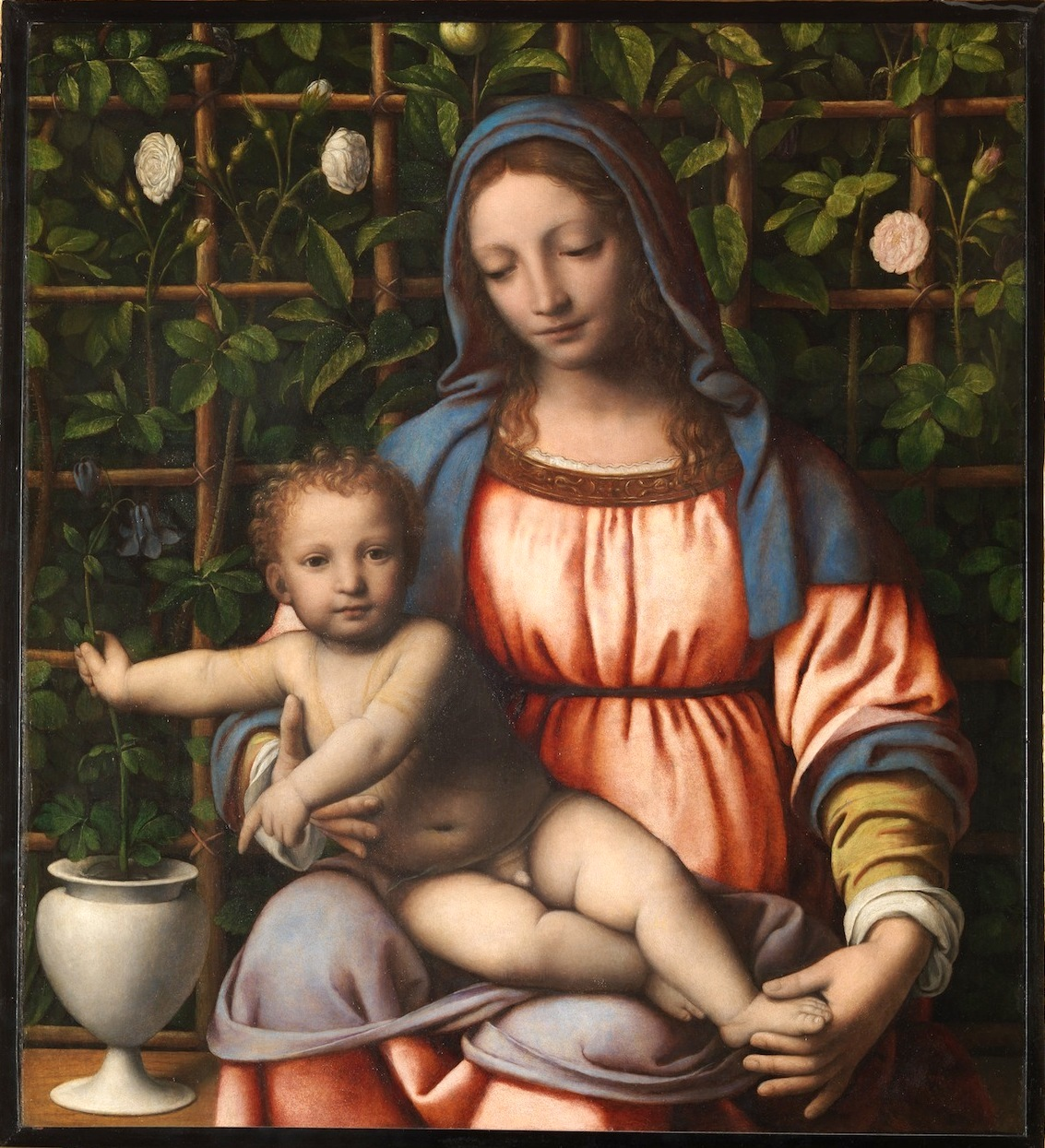
Б. Луини. Мадонна Розария. Ок. 1510. Дерево, масло. Пинакотека Брера, Милан